# 차드의 역사
차드는 중앙아프리카에 있는 육지로 둘러싸인 나라이다. 북쪽으로는 리비아, 동쪽으로는 수단, 남쪽으로는 중앙아프리카 공화국, 남서쪽으로는 카메룬과 나이지리아, 서쪽으로는 니제르와 국경을 접하고 있다. 바다와의 거리가 멀고 사막 기후가 심해 "죽은 아프리카의 심장"으로 불리기도 한다.

## 선사 시대

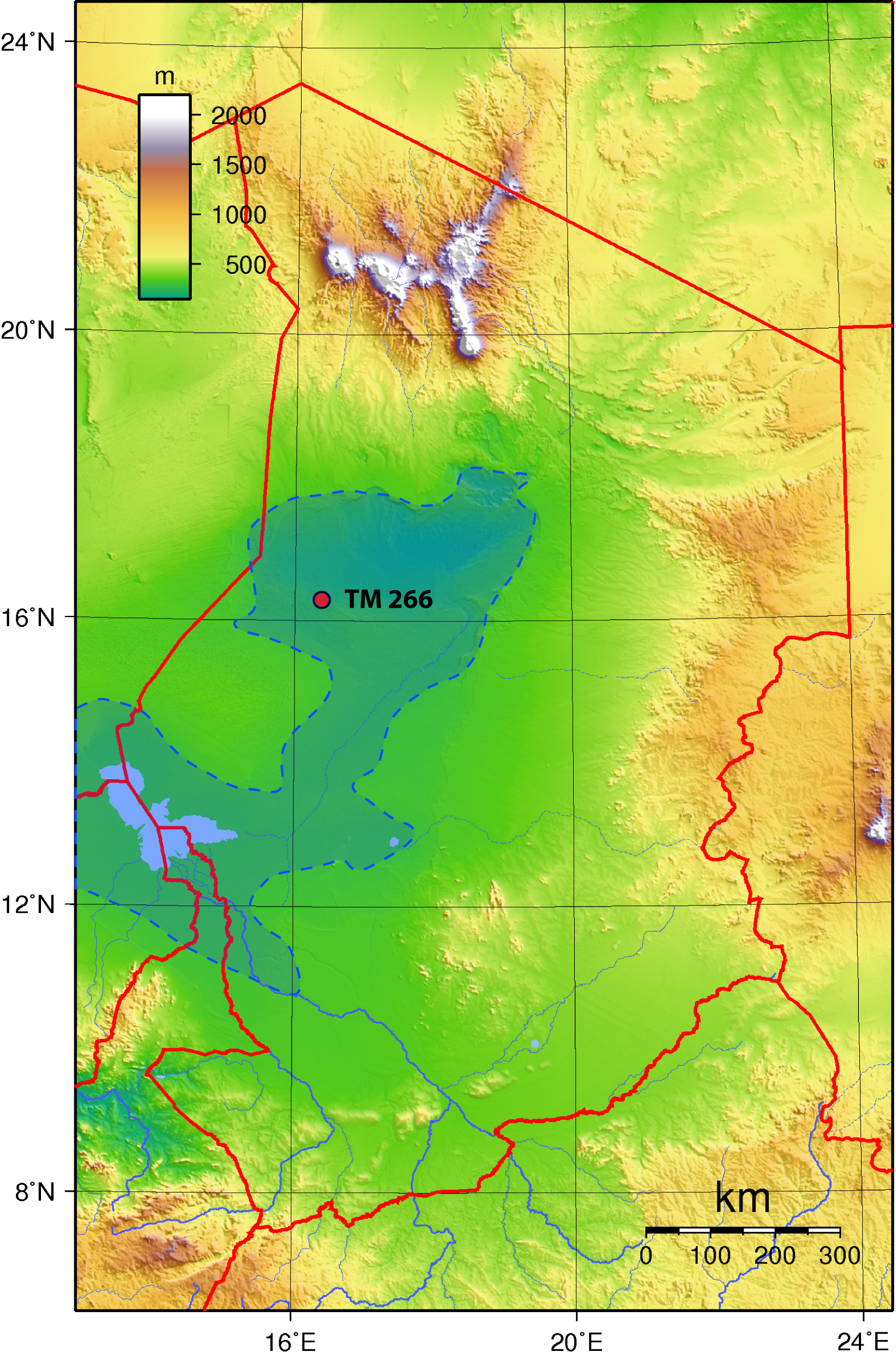
2002년 발견된 사헬란트로푸스 차덴시스의 위치

현재 차드로 알려진 이 지역은 아프리카에서 가장 부유한 고고학적 유적지 중 일부를 소유하고 있다. 인류 두개골은 미셸 브루넷에 의해 발견되었는데, 이 두개골은 세계에서 가장 오래된 것으로, 즉 사헬란트로푸스 차덴시스라는 이름이 붙여졌다. 1996년 미셸 브루넷은 오스트랄로피테쿠스 바렐그하자리라고 명명하고 비공식적으로 아벨이라고 이름붙인 호미니드 턱을 발굴했다. 베릴륨에 기반한 방사성 연대 측정법을 이용하여 360만 년 전으로 거슬러 올라간다.
기원전 7천년기에 차드의 북반부는 동부의 인더스강에서 서부의 대서양에 이르는 넓은 땅의 일부였다. 에네디산맥에서 발견된 "원형 머리" 스타일의 암각화는 기원전 7천년 이전으로 거슬러 올라가며, 바위가 조각된 도구와 그들이 묘사하는 장면들 때문에 신석기 산업의 사하라 사막에서 가장 오래된 증거일 수 있다. 에네디의 많은 토기 제작과 신석기 시대의 활동은 동쪽의 나일강 계곡의 활동보다 더 오래 거슬러 올라간다.
선사 시대에는 티베스티산지와 보르쿠 지역의 바위 그림에서 묘사된 대형 사냥 동물들에 의해 증명되었듯이, 차드는 오늘날보다 훨씬 더 습했다.
최근의 언어 연구에 따르면 사하라 사막 이남의 아프리카의 주요 언어 집단들(코이산 제어 제외), 즉 아프리카아시아어족, 나일사하라어족, 니제르콩고어족은 차드호와 나일 계곡 사이의 좁은 띠에서 기원했다. 그러나 차드 민족의 기원은 불분명하다. 검증된 고고학적 유적지 중 일부는 부분적으로만 연구되었고, 잠재력이 큰 다른 유적지들은 아직 지도화하지 않았다.

## 식민주의

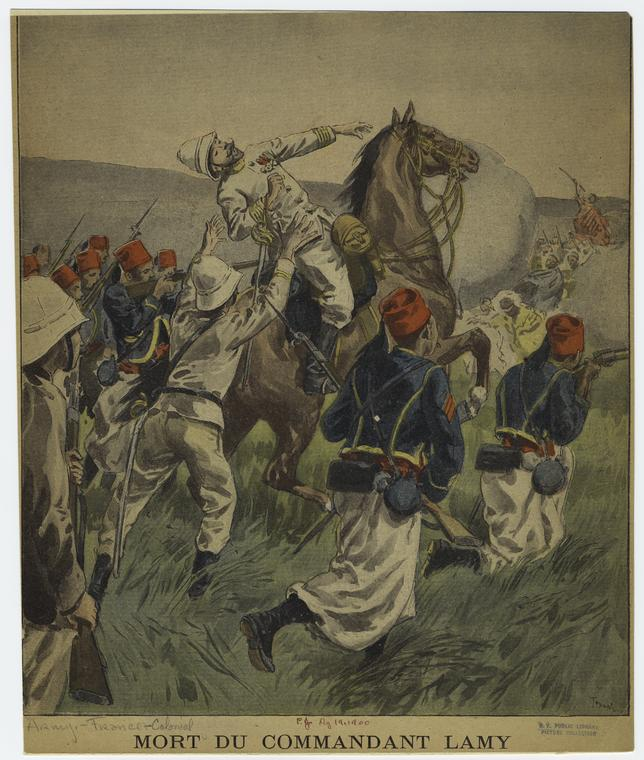
1900년 프랑스 사령관 라미 사망

프랑스는 1891년 차드를 처음 침공했고, 주로 무슬림 왕국에 대한 군사 원정을 통해 그들의 권위를 확립했다. 차드의 결정적인 식민지 전투는 1900년 4월 22일 쿠세리 전투에서 프랑스 소령 아메데 프랑수아 라미의 군대와 수단 군벌 라비하즈 주바이르의 군대 사이에 벌어졌다. 두 지도자는 그 전투에서 죽었다.
1905년 차드의 행정적 책임은 프랑스령 적도 아프리카의 수도 브라자빌에 주둔한 총독에게 맡겨졌다. 차드는 1920년까지 별도의 식민지 지위를 갖지 못했고, 이후 포트라미(오늘날의 은자메나)에 주둔한 부지사가 되었다.
차드의 프랑스 식민지 시절에는 영토 통일을 위한 정책의 부재와 매우 느린 현대화라는 두 가지 기본 주제가 있었다. 프랑스의 우선 순위에서, 차드 식민지는 거의 최하위였고, 프랑스는 차드를 주로 남쪽의 더 생산적인 식민지에서 사용될 생면화와 훈련되지 않은 노동력의 원천으로 인식하게 되었다.
차드의 많은 지역은 식민지 기간 동안 효과적으로 통치되지 못했는데, 큰 BET현에서는 소수의 프랑스 군사 행정가들이 보통 사람들을 내버려두었고, 차드 중심부에서는 프랑스의 통치가 약간 더 실질적이었다. 정말로, 프랑스는 남쪽만을 효과적으로 통치할 수 있었다.

## 탈식민지화

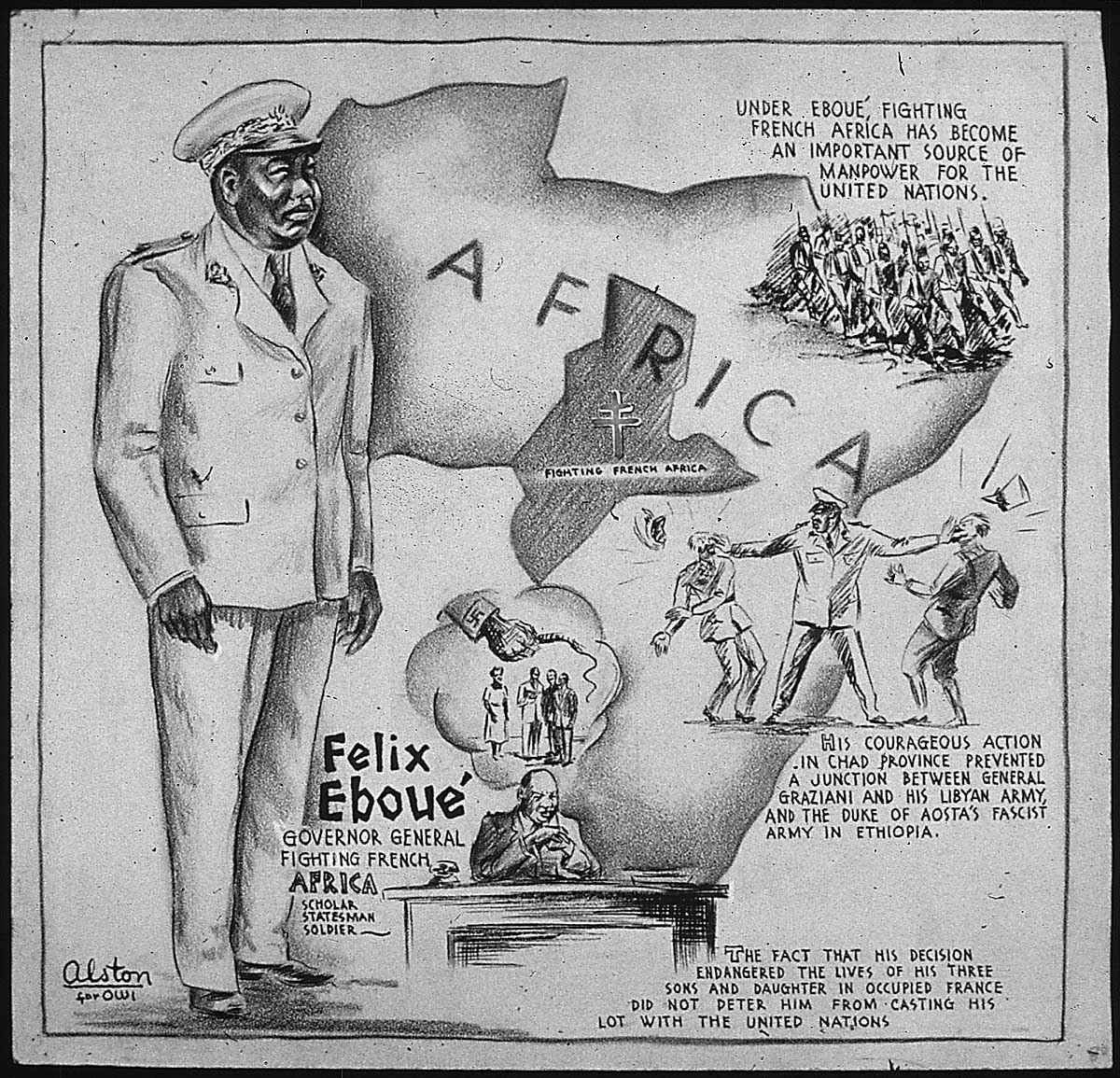
제2차 세계 대전 동시대 만화의 펠릭스 에부에

제2차 세계 대전 동안 차드는 1940년 8월 26일 프랑스가 독일에 패배한 후 연합군에 재가입한 최초의 프랑스 식민지였다. 프랑스 최초의 흑인 식민지 총독 펠릭스 에부에의 통치 하에, 필리프 르클레르 드 오트클로크 대령이 지휘하는 군사 부대가 은자메나(당시 라미 요새)에서 북쪽으로 이동하여 영국 육군의 장거리 사막 집단과 연합하여 리비아의 추축군과 교전하였다.그들은 쿠프라를 잡았다. 1942년 1월 21일 은자메나는 독일 항공기의 폭격을 받았다.
전쟁이 끝난 후 차드에서 지역 정당들이 발전하기 시작했다. 1947년 2월 급진적인 차드 진보당(PPT)이 탄생했고, 처음에는 가브리엘 리제트가 당수였으나 1959년부터는 프랑수아 톰발바예가 당수를 맡았다. 더 보수적인 차드 민주연합(UDT)은 1947년 11월에 설립되었으며 프랑스의 상업적 이익과 주로 무슬림과 외다주의 귀족들로 구성된 전통적인 지도자들을 대표하였다. PPT와 UDT의 대립은 단순히 이념적인 것 이상이었다.
1957년 5월 독립 전 선거에서 크게 확장된 프랜차이즈 덕분에 승리했고, 1959년 2월 11일 신임 투표에서 패배할 때까지 영토 의회 정부를 이끌었다. 1958년 9월 28일, 프랑스령 적도 아프리카는 해체되었고, 가봉, 콩고 공화국, 중앙아프리카 공화국, 차드 등 4개국은 1958년 11월 28일부터 프랑스 공동체의 자치국이 되었다. 1959년 2월 리제트가 몰락한 후, 야당 지도자인 곤초메 사훌바와 아흐메드 쿨라말라는 안정된 정부를 구성할 수 없었고, PPT는 1959년 3월 26일 프랑수아 톰발바예의 지도 하에 행정부를 구성하도록 다시 요청받았다. 1960년 7월 12일 프랑스는 차드가 완전히 독립하는 것에 동의했다. 1960년 8월 11일, 차드는 독립 국가가 되었고 프랑수아 톰발바예가 초대 대통령이 되었다.

## 톰발바예 시대
자신을 증명하기 위한 프랑수아 톰발바예의 통치의 가장 두드러진 측면 중 하나는 그의 권위주의와 민주주의에 대한 불신이었다. 1962년 1월 이미 그는 자신의 PPT를 제외한 모든 정당을 금지하고 즉시 모든 권력을 자신의 손에 집중시키기 시작했다. 현실적이든 상상적이든 간에, 그의 반대자들에 대한 대우는 수천 명의 정치범들로 감옥을 가득 채우며 극도로 가혹했다.
더 나쁜 것은 차드의 중북부 지역에 대한 그의 끊임없는 차별이었다. 차드 남부 행정관들은 오만하고 무능하다고 인식되기 시작했다. 이 분노는 1965년 11월 1일 게라현에서 일어난 세금 반란으로 폭발하여 500명의 사망자를 냈다. 이듬해 수단에서 차드 민족해방전선(FROLINAT)이 탄생했는데, 이 전선은 톰발바예와 남부 지배권을 군사적으로 축출하기 위해 만들어졌다. 그것은 피비린내 나는 내전의 시작이었다.
톰발바예는 프랑스군을 소집했지만, 적당히 성공했지만, 반란을 완전히 진압하지는 못했다. 더 운이 좋았던 것은 프랑스와 결별하고 리비아의 형제 지도자 무아마르 알 카다피와 우호적인 관계를 맺어 반군의 주요 공급원을 빼앗은 그의 선택이었다.
그러나 그가 반란군에 대항하여 어느 정도 성공을 거두었다고 보고하는 동안, 톰발바예는 점점 더 비이성적이고 잔인하게 행동하기 시작했고, 군대, 공무원, 집권당의 모든 요직을 지배했던 남부 엘리트들 사이의 그의 합의를 계속해서 약화시켰다. 1975년 4월 13일, 은자메나의 헌병대가 쿠데타 중에 톰발바예를 살해했다.

## 군사 통치
톰발바예의 정부를 종식시킨 쿠데타는 은자메나에서 열렬한 반응을 얻었다. 남부 장군 펠릭스 말룸은 새 군사정권의 의장으로 일찌감치 등장했다.
새로운 군사 지도자들은 톰발바예 타도를 통해 얻은 인기를 오래 유지할 수 없었다. 말룸은 자신이 차드 민족해방전선에 대처할 수 없다는 것을 증명했고, 결국 그의 유일한 기회는 반란군 중 일부를 협력하는 것이라고 결정했고, 1978년 그는 반란군 지도자 이센 아브레와 동맹을 맺었고, 그는 총리로 정부에 들어갔다.

## 데비 시대
2021년 4월, 차드 군은 이드리스 데비 대통령이 북부 반군과의 충돌로 인해 부상을 입고 사망했다고 발표했다. 이드리스 데비는 1990년부터 30년 이상 동안 차드를 통치했다. 데비의 아들 마하마트 데비 이트노가 이끄는 군사평의회가 앞으로 18개월 동안 통치할 것이라고 발표했다.

## 같이 보기
- 아프리카의 역사
- 차드의 대통령
- 화석 인류
- 녹색 사하라